# Diócesis de Itapeva
La diócesis de Itapeva (en latín: Dioecesis Itapevensis y en portugués: Diocese de Itapeva) es una circunscripción eclesiástica de la Iglesia católica en Brasil. Se trata de una diócesis latina, sufragánea de la arquidiócesis de Sorocaba. Desde el 28 de diciembre de 2022 su obispo es Eduardo Malaspina.

## Territorio y organización

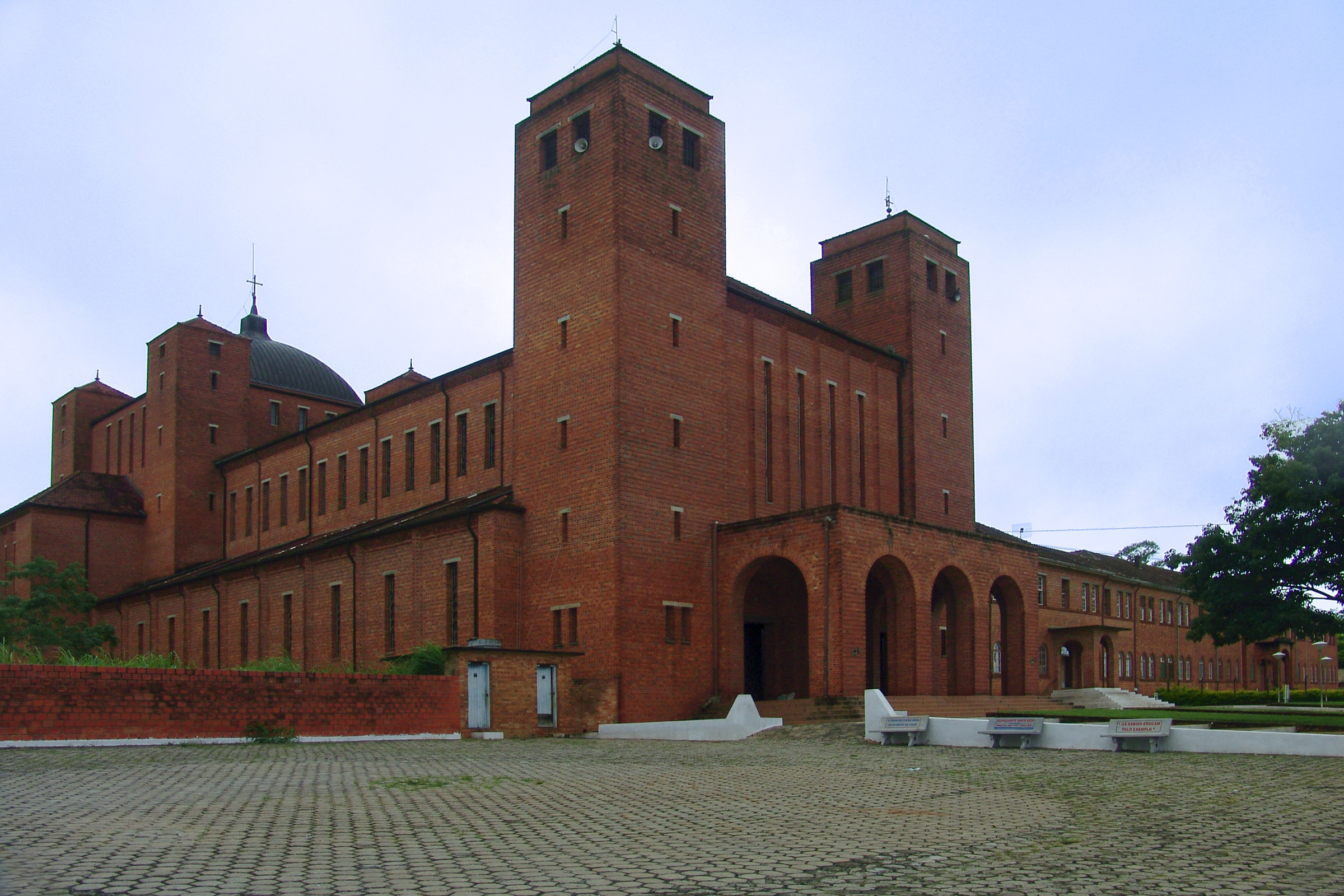
Abadía cistercense de Nuestra Señora de la Santa Cruz, en Itaporanga

La diócesis tiene 18 615 km² y extiende su jurisdicción sobre los fieles católicos de rito latino residentes en 22 municipios del estado de São Paulo: Itapeva, Apiaí, Barão de Antonina, Barra do Chapéu, Bom Sucesso de Itararé, Buri, Capão Bonito, Coronel Macedo, Guapiara, Itaberá, Itaí, Itaóca, Itapirapuã Paulista, Itaporanga, Itararé, Nova Campina, Ribeira, Ribeirão Branco, Ribeirão Grande, Riversul, Taquarituba y Taquarivaí.
La sede de la diócesis se encuentra en la ciudad de Itapeva, en donde se halla la Catedral de Santa Ana.
En 2021 en la diócesis existían 28 parroquias agrupadas en 5 foranías.

## Historia
La diócesis fue erigida el 2 de marzo de 1968 con la bula Quantum spei bonae del papa Pablo VI, obteniendo el territorio de las diócesis de Botucatu (hoy arquidiócesis de Botucatu), Sorocaba (hoy arquidiócesis) y Santos.
El 19 de enero de 1974 cedió una porción de su territorio para la erección de la diócesis de Registro mediante la bula Quotiescumque novam del papa Pablo VI.
El 15 de abril de 1998 cedió una porción de su territorio para la erección diócesis de Itapetininga mediante la bula Apostolicum munus del papa Juan Pablo II.
El 30 de diciembre de 1998 cedió otra porción de su territorio para la erección diócesis de Ourinhos mediante la bula Ad aptius consulendum del papa Juan Pablo II.
Originalmente sufragánea de la arquidiócesis de San Pablo, el 29 de abril de 1992 pasó a formar parte de la provincia eclesiástica de la arquidiócesis de Sorocaba.

## Estadísticas
Según el Anuario Pontificio 2022 la diócesis tenía a fines de 2021 un total de 269 100 fieles bautizados.
| Año                                                                             | Población            | Población | Población      | Sacerdotes | Sacerdotes    | Sacerdotes    | Bautizados por sacerdote | Diáconos permanentes | Religiosos | Religiosos | Parroquias |
| Año                                                                             | Bautizados católicos | Total     | % de católicos | Total      | Clero secular | Clero regular | Bautizados por sacerdote | Diáconos permanentes | Varones    | Mujeres    | Parroquias |
| ------------------------------------------------------------------------------- | -------------------- | --------- | -------------- | ---------- | ------------- | ------------- | ------------------------ | -------------------- | ---------- | ---------- | ---------- |
| 1968                                                                            | 240 000              | 270 000   | 88.9           | 26         | 10            | 16            | 9230                     |                      | 55         | 65         | 12         |
| 1976                                                                            | 290 000              | 320 000   | 90.6           | 30         | 11            | 19            | 9666                     | 3                    | 33         | 35         | 19         |
| 1977                                                                            | 333 000              | 381 000   | 87.4           | 31         | 9             | 22            | 10 741                   | 3                    | 38         | 39         | 20         |
| 1990                                                                            | 346 000              | 450 000   | 76.9           | 27         | 16            | 11            | 12 814                   | 4                    | 21         | 45         | 22         |
| 1999                                                                            | 324 000              | 397 468   | 81.5           | 54         | 15            | 39            | 6000                     | 1                    | 50         | 29         | 21         |
| 2000                                                                            | 350 000              | 377 977   | 92.6           | 52         | 13            | 39            | 6730                     | 1                    | 57         | 24         | 19         |
| 2001                                                                            | 270 000              | 391 109   | 69.0           | 53         | 14            | 39            | 5094                     |                      | 57         | 24         | 19         |
| 2002                                                                            | 350 000              | 391 100   | 89.5           | 53         | 14            | 39            | 6603                     |                      | 57         | 24         | 19         |
| 2003                                                                            | 370 000              | 458 000   | 80.8           | 15         | 14            | 1             | 24 666                   |                      | 19         | 24         | 19         |
| 2004                                                                            | 240 000              | 391 109   | 61.4           | 15         | 14            | 1             | 16 000                   | 1                    | 19         | 27         | 19         |
| 2006                                                                            | 253 000              | 401 000   | 63.1           | 28         | 17            | 11            | 9035                     |                      | 27         | 27         | 19         |
| 2013                                                                            | 287 900              | 439 000   | 65.6           | 38         | 25            | 13            | 7576                     |                      | 27         | 23         | 23         |
| 2016                                                                            | 264 000              | 404 000   | 65.3           | 49         | 33            | 16            | 5387                     |                      | 21         | 26         | 27         |
| 2019                                                                            | 264 000              | 405 000   | 65.2           | 50         | 34            | 16            | 5280                     | 1                    | 23         | 29         | 27         |
| 2021                                                                            | 269 100              | 413 680   | 65.1           | 49         | 33            | 16            | 5491                     | 1                    | 21         | 20         | 28         |
| Fuente: Catholic-Hierarchy, que a su vez toma los datos del Anuario Pontificio. |                      |           |                |            |               |               |                          |                      |            |            |            |

Población del Itapeva 2010 96.237
Urbana:73.956
Rural:16.345
Mujeres:47.210
Hombres:44.124

## Episcopologio
- Silvio Maria Dário † (27 de marzo de 1968-2 de mayo de 1974 falleció)
- José Lambert Filho, C.S.S. † (4 de enero de 1975-30 de noviembre de 1979 nombrado obispo coadjutor de Sorocaba)
- Fernando Legal, S.D.B. (28 de marzo de 1980-25 de abril de 1985 nombrado obispo de Limeira)
- Alano Maria Pena, O.P. (11 de julio de 1985-24 de noviembre de 1993 nombrado obispo de Nova Friburgo)
  - Sede vacante (1993-1996)
- José Moreira de Melo (17 de enero de 1996-19 de octubre de 2016 retirado)
- Arnaldo Carvalheiro Neto (19 de octubre de 2016 por sucesión-15 de junio de 2022 nombrado obispo de Jundiaí)
- Eduardo Malaspina, desde el 28 de diciembre de 2022